# ویلداندن
ویلداندن (انگلیسی: Vildanden) شرکت هواپیمایی نروژی است، که در سال ۲۰۰۴ تأسیس شد.